# لی شونژو
لی شونژو (انگلیسی: Li Shunzhu؛ زادهٔ ۳۰ مارس ۱۹۵۸) وزنه‌بردار اهل چین بود. وی در بازی‌های المپیک تابستانی ۱۹۸۴ شرکت کرده‌است.